# Maiken
Maiken ist ein weiblicher Vorname.

## Herkunft und Bedeutung
Der Name wird vor allem im Dänischen und Norwegischen verwendet und ist eine Verkleinerungsform von Maria.

## Bekannte Namensträgerinnen
- Maiken Caspersen Falla (* 1990), norwegische Skilangläuferin
- Maiken Fruergaard (* 1995), dänische Badmintonspielerin
- Maiken Nedergaard, dänische Neurobiologin
- Maiken Nielsen (* 1965), deutsche Schriftstellerin und Journalistin
- Maiken With Pape (* 1978), dänische Fußballspielerin